# Vernon McKenzie
Vernon McKenzie (* 11. September 1887 in New York City; † November 1963 in Seattle) war ein kanadischer Journalist und Hochschullehrer.

## Leben und Tätigkeit
McKenzie war Sohn des orthopädischen Chirurgen Bartholomew McKenzie aus Toronto und seiner Ehefrau Hattie.
Nach dem Schulbesuch studierte McKenzie an der Universität Toronto, wo er 1909 einen Bachelor-Abschluss erwarb. Anschließend wechselte er an die Universität Harvard, wo er 1914 einen Master-Abschluss erwarb. Zudem war er Mitglied der studentischen Verbindungen Sigma Delta Chi und der Alpha Delta Sigma.
Von 1915 bis 1919 nahm McKenzie mit der Infanterie und Luftwaffe am Ersten Weltkrieg teil. Während des Krieges heiratete er am 5. November 1915 in Ontario die Londonerin Edna Isobel Chapman.
Seit 1904 war McKenzie Beiträger für Tages- und Wochenzeitungen. Von Oktober 1920 bis März 1926 war McKenzie Redakteur bei MacLean's Magazine in Toronto. Anschließend war er von 1926 bis 1928 redaktioneller Vertreter für die International Magazine Co. in Europa.
Von 1928 bis 1943 fungierte McKenzie als Direktor der School of Journalism der Universität of Washington in Seattle. Später erhielt er eine Professur an dieser Einrichtung, der er zeitweise auch als Dekan vorstand. Daneben war er periodisch weiterhin als Auslandskorrespondent für verschiedene amerikanische Zeitungen aus Europa tätig.

## Schriften
- Through Turbulent Years, 1938.
- Here Lies Goebbels!, 1940.

| Personendaten    | Personendaten                              |
| ---------------- | ------------------------------------------ |
| NAME             | McKenzie, Vernon                           |
| KURZBESCHREIBUNG | kanadischer Journalist und Hochschullehrer |
| GEBURTSDATUM     | 11. September 1887                         |
| GEBURTSORT       | New York City                              |
| STERBEDATUM      | November 1963                              |
| STERBEORT        | Seattle                                    |